# Zaława
Zaława – wieś w Polsce położona w województwie mazowieckim, w powiecie szydłowieckim, w gminie Chlewiska. Ma status sołectwa.
Miejscowość została włączona w obszar parafii w Chlewiskach w 1568. Na t.r. datuje się również najwcześniejszą wzmiankę o Załawie w źródłach pisanych; właściciel wsi Jakub Chlewicki ustalił bowiem wtedy dziesięcinę na rzecz probostwa, pobieraną od 14 chłopów i jednego rzemieślnika nieznanej profesji. Osada musiała więc istnieć wcześniej, przypuszczalnie lokowana w kluczu dóbr chlewiskich. Prywatna wieś szlachecka, położona była w drugiej połowie XVI wieku w powiecie radomskim województwa sandomierskiego.
W Królestwie Polskim (1815-1831) Zaława znajdowała się w woj. sandomierskim, pow. koneckim, gm. Chlewiska; następnie w gub. radomskiej. W 90. XIX w. Zaława liczyła 32 zagrody chłopskie, które zajmowały 404 mr. ziemi ornej oraz lasy i łąki gromadzkie, a także grunty należące do klucza chlewiskiego, dzierżawione okresowo przez dwór w Rzucowie, obejmujące 1 mr..
W okresie międzywojennym obszar ten został włączony do woj. kieleckiego, od 1939 w woj. łódzkim, pow. opoczyński. 
Mieszkańcy wsi aktywnie uczestniczyli w ukrywaniu osób pochodzenia żydowskiego w czasie okupacji niemieckiej. W 1954 znalazła się z powrotem w woj. kieleckim, w pow. szydłowieckim, będąc siedzibą gromady w gm. Chlewiska. 1975-1998 wieś należała administracyjnie do woj. radomskiego w gromadzie Zaława.